# Play Radio
Play Radio è stata un'emittente radiofonica italiana.

## Storia
Play Radio venne lanciata il 6 ottobre 2005 dalla RCS Broadcast sulle frequenze in FM di RIN Radio Italia Network. In seguito alla cessione di Play Radio al Gruppo Finelco, il 30 giugno 2007 sono terminate le sue trasmissioni per far posto dal 12 luglio alla nuova Virgin Radio, nata dalla partnership con la società inglese di sir Richard Branson.
La programmazione musicale era composta per il 75% da musica straniera e per il 25% da musica italiana.
Ogni appuntamento si apriva con il brano del giorno ("Play Today").
La campagna pubblicitaria aveva lo slogan "Tutta un'altra musica".
L'informazione era realizzata con la collaborazione esclusiva del Corriere della Sera e de La Gazzetta dello Sport.
Dal luglio 2006 la radio sponsorizzò la squadra femminile di Volley di Bergamo, diventando la "Play Radio Foppapedretti Bergamo".
Oltre a questa sponsorizzazione principale Play Radio sostenne una serie di altre squadre, la "Polisportiva Play", che aveva anche il suo programma dedicato il lunedì sera: Parma Football Club, Snaidero Cucine Basket, Copra Berni Piacenza.
Il direttore dei programmi della radio era Luca Viscardi, il direttore editoriale è stato Dario Baudini nel primo anno, Nicola Assetta nel secondo. La programmazione musicale veniva curata da Alex Benedetti, Alex Molla e Marco Bastianon.

## Frequenze
Play Radio inizia le sue trasmissioni sulle oltre 200 frequenze lasciate libere da RIN, con una copertura del segnale a livello nazionale del 75%. Dopo un anno la copertura è del 90%.

## Speaker
- Ambra Angiolini
- Chicco Giuliani
- Emilio Levi
- Fabio Canino
- Fabrizio Sironi
- Flavia Cercato
- Francesca Zanni
- Gabriella Mancini
- Giorgio Ginex
- LaLaura (Laura Pizzi)
- Lorenzo Campagnari
- Luca Viscardi
- Marisa Passera (La Giada)
- Manuela Doriani
- Marco Biondi
- Massimo Caputi
- Mauro De Marco
- Monica Stefinlongo
- Petra Loreggian
- Salvio Ciancabella
- Simona Volta
- Simone Maggio
- Stefano Gallarini
- Tommaso Labranca
- Valeria Sgarella

## Programmi
- Arrivano le femmine (in seguito diventato Duo di fatto)
- Boombox
- Buongiorno Play
- Buongiorno Play week end
- Citofonare Play
- Fair Play
- Let the music play
- Let The Music Play Disco Selection
- Let The Music Play Movie Selection
- Mazurka
- Paso Doble (in seguito diventato Il Buono, Il Brutto, il Cattivo)
- Play Charts
- Play Club
- Play Digital
- Play Life
- Play List
- Play People
- Play Tunes
- Play Watch
- Play Week End
- Plug&Play
- Polisportiva Play
- Sport Week end
- Superclassifica News